# Will Jimeno
William J. "Will" Jimeno (Barranquilla, 26 de noviembre de 1967) es un agente de policía de la Autoridad Portuaria de Nueva York y Nueva Jersey que sobrevivió a los Atentados del 11 de septiembre de 2001. Estuvo enterrado bajo los escombros durante un total de 13 horas, pero sobrevivió, junto con su compañero, el agente de policía de la autoridad portuaria, John McLoughlin.
Jimeno nació en 1967 en Colombia, pero emigró a Nueva York cuando era niño con su familia.

## Carrera
En el momento de los ataques, era un policía novato asignado a la terminal de autobús de la autoridad portuaria. Vio la sombra del avión que segundos después se estrelló contra la torre norte del World Trade Center.  Llegó hasta el World Trade Center con otros 20 compañeros de la autoridad portuaria en un autobús requisado.
El derrumbe de la torre sur atrapó a Jimeno y a otros tres policías de la autoridad portuaria, dirigidos por el sargento McLoughlin, bajo el centro comercial que había entre las torres gemelas. Sólo Jimeno y McLoughlin sobrevivieron. Dominick Pezzulo sobrevivió al derrumbe  de la torre sur, pero murió al derrumbarse la torre norte mientras intentaba liberar a Jimeno.
Un artículo del USA Today destacó:

Algunas veces gritaban en busca de ayuda. Pero  el sargento de policía de 46 años, un veterano de 21 años en el cuerpo, y un policía novato de 33 años, hablaban íntimamente, algunas veces revelando asuntos personales — sobre los niños, la familia, los sentimientos — que nunca habían compartido con nadie. Jimeno le pidió al sargento que le enviara un mensaje por radio a su esposa, Allison, que estaba embarazada de siete meses. No recibieron ninguna respuesta, pero pensó que su llamada de radio sería recibida en una grabación de una cinta policial. "Atención," dijo el sargento McLoughlin,el policía Jimeno pide que su hija sea llamada Olivia." A su esposa le habría gustado ese nombre. No estaba seguro sobre la elección de ese nombre. Ahora, que estaba preparado para morir, quería pensar en su hija Olivia.

Los dos hombres fueron localizados y rescatados de entre los escombros por dos sargentos del Cuerpo de Marines de los Estados Unidos tras haber oído sus gritos. Ambos sobrevivientes, especialmente McLoughlin, resultaron gravemente heridos. Necesitaron varias cirugías y meses de hospitalización para recuperarse y rehabilitarse. El 11 de junio de 2002, McLoughlin (con un andador) y Jimeno (cojeando) llegaron caminando hasta un escenario del Madison Square Garden para recibir la medalla de honor de la autoridad portuaria.

## En los medios
La historia de Jimeno y McLoughlin fueron el argumento de la película de Oliver Stone de 2006, World Trade Center, siendo interpretado Jimeno por Michael Peña.
El 2 de enero de 2008, Jimeno apareció en el programa de televisión Deal or No Deal y ganó 271 000 dólares.